# Josh Charles
Joshua Aaron Charles (Baltimore, Maryland, 15 de septiembre de 1971) es un actor estadounidense de cine, televisión y teatro. Es conocido por el papel de Daniel "Dan" Rydell en Sports Night, Knox Overstreet en El club/La sociedad de los poetas muertos y por el personaje de Will Gardner en el drama legal The Good Wife, papel por el cual consiguió una nominación al Primetime Emmy al mejor actor de reparto - Serie dramática en 2011. En 2013 recibió una nominación, en la misma categoría, para los Premios Globo de Oro

## Biografía

### Vida personal
Sus padres son Laura, una columnista del corazón en The Baltimore Sun, y Allan Charles, un ejecutivo publicitario. Inició su carrera como comediante en vivo a los nueve años. Siendo un adolescente pasó varias de sus vacaciones en el campamento de verano Stagedoor Manor en Nueva York.
Está casado con Sophie Flack desde 2013. Su hijo nació el 9 de diciembre de 2014 y su hija, el 23 de agosto de 2018.

### Carrera
El debut cinematográfico de Charles fue en el filme de 1988 de John Waters Hairspray, seguido por su actuación como Knox Overstreet en 1989 en Dead Poets Society.
Charles ha actuado en varios trabajos para televisión, tales como la serie Sports Night, en la que interpretó a Dan Rydell y por la cual obtuvo una nominación a los Premios del Sindicato de Actores. También apareció en la serie de HBO In treatment.
Entre sus trabajos teatrales se encuentran su actuación en una reproducción de la obra de Neil LaBute The Distance From Here, obra que en 2004 obtuvo un Drama Desk Award al mejor reparto. En enero de 2006, Charles actuó en el estreno mundial de The Well-Appointed Room de Richard Greenberg, producida por la Steppenwolf Theatre Company de Chicago. Luego de esto, apareció en la obra A Number de Caryl Churchill, producida por American Conservatory Theater en San Francisco. En 2007, tuvo un papel en la obra The Receptionist de Adam Bock en el Manhattan Theatre Club. En 2009, comenzó a trabajar en la serie de TV The Good Wife, interpretando al abogado Will Gardner, papel por el cual obtuvo una nominación al Primetime Emmy al mejor actor de reparto - Serie dramática en 2011. Dejó la serie en 2014 para buscar otros proyectos.

## Filmografía
- Mothers' Instinct (2024)[2]
- Memoria (2023)
- We Own This City (2022, miniserie TV)
- Away (2020, serie de TV)
- Wet Hot American Summer: First Day of Camp (2015, serie de TV)
- Masters of Sex (2015, serie de TV)
- Inside Amy Schumer (2014 - 2015, serie de TV)
- Oppenheimer Strategies (2015)
- I Smile Back (2015)
- Adult Beginners (2014)
- Bird People (2014)
- The Good Wife (2009 - 2014, serie de TV)
- After.Life (2009)
- Brief Interviews with Hideous Men (2008)
- In treatment (2008, serie de TV)
- Seis grados (2007, serie de TV)
- The Ex (2007, película)
- The Darwin Awards (2006)
- Cuatro hermanos (2005)
- Stella (2005)
- Seeing Other People (2004)
- S.W.A.T. (2003)
- Our America (2002, telefilme)
- My Father's House (2002, telefilme)
- Zog's Place (2001, documental)
- Meeting Daddy (2000)
- Muppets from Space (1999)
- Sports Night (1998-2000, serie de TV)
- Little City (1997)
- The Underworld (1997, telefilme)
- Cyclops, Baby (1997)
- Norma Jean & Marilyn (1996, telefilme)
- Pie in the Sky (1996)
- Crossworlds (1996)
- The Grave (1996)
- Coldblooded (1995)
- Things to Do in Denver When You're Dead (1995)
- Tres formas de amar (1994)
- Cooperstown (1993, telefilme)
- Crossing the Bridge (1992)
- Don't Tell Mom the Babysitter's Dead (1991)
- Asesinato en Mississippi (1990, telefilme)
- Dead Poets Society (1989)
- Hairspray (1988)